# Instituto Nacional de Deportes de Chile
Instituto Nacional de Deportes de Chile (deutsch Nationales Sportinstitut von Chile) ist der Name des Nationalen Sportinstituts von Chile (auch IND). Sein früherer Name war Chiledeportes.
Es ist die Behörde der nationalen Sportpolitik und hat folgende Funktionen:
1. Festlegung der Bestimmungen der Nationalen Sportpolitik
2. Förderung der Sportkultur in der Bevölkerung
3. Vergabe von Geldmitteln für die Entwicklung des Sports
4. Überwachung der Sportvereine

## Geschichte der Staatlichen Einrichtungen für den Sport in Chile
Obwohl Chile das einzige südamerikanische Land war aus dem ein Athlet an den ersten Olympischen Spielen der Neuzeit (Athen 1896) teilnahm, war die Entwicklung des chilenischen Sports unbeständig. Planungen seitens der Regierung und Geldmittel fehlten. Im Jahre 1948 gründete die Regierung die „Allgemeine Sportabteilung“ (Spanisch: Direccion General de Deportes y Regreacion, DIGEDER), eine Behörde der nationalen Sportpolitik, die abhängig vom Verteidigungsministerium war. Ihre Aufgabe war die Verteilung der Geldmittel an den „Kreissportrat“ (Consejo Provincial de Deportes), eine regionale Organisation, die diese Geldmittel zwischen verschiedenen Sportvereinen aufteilte.
2001 wurde die DIGEDER vom „nationalen Sportinstitut von Chile“ („IND“ Instituto Nacional de Deportes) ersetzt. Der IND wurde am 9. Februar 2001 durch den Artikel 10 des Gesetzes 19.712 geschaffen und ist seither bekannt als Sportgesetz. Es handelt sich um einen Staatsdienst, der sich auf das Ministerio Secretaria General de Gobierno mit dem nationalen Präsidium bezieht. Das Sportinstitut kann den Namen „Chiledeportes“ benutzen.

## Strukturierung des Nationalen Sportinstituts
- Nationale Leitung: Die nationale Leitung liegt in Santiago und ist zuständig für die Verwaltung des Nationalen Sportinstituts. Es wird vom nationalen Leiter angeführt, der von der Präsidentenrepublik ausgewählt wird und den Rang eines nationalen Subsekretärs bekleidet.
- Verwaltungs- und Finanzabteilung: Die Aufgabe dieser Abteilung ist die Verwaltung der Belegschaft und der Geldmittel, sowie Beschlussfassungen zur Finanzplanung des IND. Sie wird in die folgenden Abteilungen unterteilt:
  - Finanzabteilung: Sie übernimmt die ökonomischen und finanziellen Transaktionen des IND.
  - Personalabteilung: Übernimmt die Anstellung, Bewertung und Gehaltsauszahlung für das Personal des IND.
  - Rechenzentrum und Informatikabteilung: Sie übernimmt die Erhaltung der Computerprogramme und Geräte des IND.

- Verwaltungs- & Entwicklungsabteilung: Diese Abteilung ist angewiesen, die strategische Planung, Gestaltung und Umsetzung der Ziele des IND zu gewährleisten:
  - Planungs- & Forschungsabteilung: Koordination der Strukturen und Arbeitsweisen des IND, sowie die Befolgung der Ziele und Zwecke.
  - Bewertungs- und Kontrollprojektabteilung: Formulierung der Kriterien zur Bewertung der Sportprojekte und Überwachung der Projekte
  - Vereinsentwicklungsabteilung: Beratung zur Gründung, Organisation, Entwicklung und Unterstützung der Sportvereine.
  - Zuschuss, Konzession und Zuwendungsabteilung: Verwaltung des Zuschusssystems für den Sport, sowie für die Sportprojekte, die Zuschüsse bewilligt bekamen.
  - Infrastrukturabteilung: Bestimmung der Infrastrukturprojekte des Sports, die der IND finanziert hat, sowie Teilnahme am Auswertungsprozess

- Sportabteilung: Das Ziel dieser Abteilung ist die Einführung der allgemeinen Richtlinien, die die Aufgaben des IND im Sport festlegen. Durch seine vier „Modalitäten“ (Name, der im Sportgesetz genannt wird), umfasst der IND die verschiedenen Gebiete der körperlichen Belastung und des Sports. Diese Modalitäten haben zwei Aufgaben:
  - Sie müssen festlegen, welche Projektart, mit welchen Modalitäten sie finanzieren werden und die Bewertung vornehmen.
  - Erstellung von körperlichen Belastungs- und Sport-Programmen mit ihren Modalitäten. Darunter fallen:
    - Sport und Bildung: Dies ist die Abteilung für Bildungssport, Aktivitäten, Lehre & Lernprozess von ethischen-, technischen- und vorschriftsmäßigen Grundlagen, Entwicklung der nötigen Fähigkeiten, um den Sport zu praktizieren. Das Ziel dieses Modells ist das Wachstum und die Verbesserung der sportlichen Aktivitäten, durch den Bildungssport für Kinder, Jugendliche und Erwachsene.
    - Sportprojekte der Bildungssportmodelle:Die meisten dieser Sportprojekte sind Sportschulen für Kinder und Jugendliche, sowie für die Ausbildung für Lehrer und Trainer, die mit ihnen arbeiten; jedoch auch für die Verbreitung der Aktivitäten.
    - Strategische Schulen: Dies sind Schulen für strategischen Sport (festgelegt vom IND), die die Lehre und Weiterbildung der technischen- und taktischen Grundlagen einer Disziplin zum Ziel haben.
    - 300 Fußballschulen: Diese Fußballschulen sind überall in Chile verteilt. Ihr Ziel sind die Lehre und Weiterbildung der technischen- und taktischen Grundlagen vom Fußball.
- Breitensportabteilung: Dies ist die Abteilung für Entspannungs- & Erholungssport, der in der Freizeit durchgeführt wird; mit einfachen Anforderungen für jeden, gemäß dem körperlichen Zustand und dem Alter, zur Verbesserung der Lebensqualität und der Gesundheit der Bevölkerung; sowie die Förderung des Familien- und Soziallebens. Das Ziel der Freizeitsportmodalität ist, den systematischen Gebrauch der entspannenden körperlichen Belastung in der Bevölkerung zu verbessern und zu steigern. Die Sportprojekte des Breitensports haben einen sozialen Charakter, hauptsächlich für Menschen fortgeschrittenen Alters, Hausfrauen und Behinderte. Die Programme des Breitensports richten sich an öffentliche Schulen und befassen sich mit der körperliche Belastung und Freizeitsport auf Sportgeländen der Schule.
- Wettkampfsportabteilung: Dies ist die Abteilung für Wettkampfsport. Sie umfasst die Aktivitäten, die abhängig von Regeln sind, mit Planung, Terminplan und Wettkampftagungen. Das Ziel dieser Modalität ist die Förderung, Organisation und Teilnahme an Lokal-, Regional- und Nationalwettkämpfen. Sie Sportprojekte des Wettkampfsports dienen der Organisation, Teilnahme und Vorbereitung von Wettkämpfen. Die Programme des Wettkampfsports beschäftigen sich mit:
  - „Juegos del Bicentenario“ (Spiele zur Zweihundertjahrfeier): Dies sind Wettkämpfe für Schüler, die in der ganzen Nation mit verschiedenen Disziplinen veranstaltet werden. Sie haben Lokal-, Regional- und Nationaletappen. Die Schüler, die diese Spiele gewonnen haben, werden Chile bei den Südamerikanischen Schülerspielen vertreten.
  - „Juegos Binacionales“ (Spiele zweier Nationen): Dies sind sportliche Wettkämpfe für Jugendliche, zwischen Chile und Argentinien (im Süden und dem Zentrum) sowie Peru und Bolivien (in der nördlichen Zone). Sie werden jedes Jahr veranstaltet. Der Gastgeber wechselt jedes Mal. Die Spiele nennen sich:
    - Transandinische Jugendspiele, in der nördlichen Region
    - Erlöser Christi Spiele, im Zentrum
    - Aracania Spiele, in der südlichen Region

- Leistungssportabteilung: Dies ist die Abteilung für den Leistungssport - Sport mit sehr hohen Anforderungen. Sie hat eine direkte Beziehung zu den Nationalmannschaften und den führenden Sportlern, die das Land bei internationalen Wettkämpfen vertreten. Ziel dieser Modalität ist die Verbesserung der Bedingungen für die Sportler, damit der chilenische Sport im internationalen Vergleich mithalten kann.

Diese Abteilung verwaltet das nationale Spitzensportzentrum, der CAR (auf Spanisch Centro de Alto Rendimiento), mit Sitz in Santiago. Das Gebäude ist für verschiedene Sportarten ausgestattet. Außerdem hat es einen Ärztedienst, ein Physiologielabor, einen Hoteldienst usw.
- - Sportprojekte des Leistungssports: Diese Projekte sind einzig und allein für nationale Sportverbände, zur Organisation, Teilnahme und Vorbereitung im internationalen Wettkampf bestimmt.
  - Programme des Leistungssports:Die Modalität vom Leistungssport hat viele Programme, aber die wichtigsten sind:
    - Nationalmannschaftsprogramm: Vorbereitung der Nationalmannschaften, die an den Panamerikanischen Spielen, Weltmeisterschaften und Olympischen Spielen teilnehmen.
    - Spitzensportlerprogramm: Stipendium für Sportler, die Medaillen auf südamerikanischem Niveau (oder mehr) bekommen.
    - Regionales Trainingszentrum: Zentrum für das Training der Talente, die in der jeweiligen Region wohnen.
    - Teilnahme an den großen Wettkämpfen: Unterstützung durch Geldmittel, damit Chile an den Olympischen Spielen, Panamerikanischen Spielen und Südamerikanischen Spielen teilnehmen kann.

- Sportwissenschaftsabteilung: Ziel dieser Abteilung ist die Unterstützung und Förderung der Sportwissenschaften, sowie die Verbreitung der Erkenntnisse.

Diese Abteilung finanziert Untersuchungsprojekte über verschiedene Aspekte der körperlichen Belastung und des Sports.
- Regionale Abteilung: Die Regionale Sportabteilung ist in jeder einzelnen Region von Chile durch den IND vertreten. Er finanziert Sportprojekte für die Förderung des Sports in den Regionen. Sie haben die gleichen Abteilungen (theoretisch), wie die nationale Leitung.

## Nationale Sportpolitik
Die nationale Sportpolitik begann 2002. An ihr muss sich die Regierung in Hinsicht auf die Förderung, Unterstützung, Verbreitung und Verbesserung vom Sport in Chile orientieren. Für die Ausarbeitung dieser Politik, haben sich Kongresse in jeder Region gebildet, in der Leute sportlich aktiv waren. In diesen Kongressen wurden die aktuellen Probleme im Sport diskutiert, sowie mögliche Lösungsvorschläge dargestellt. Mit diesen Ergebnissen wurden Strategien zur Problemlösung erarbeitet. Im endgültigen Dokument, das als nationale Sportpolitik fungiert, sind folgende Ziele enthalten:
- Verbreitung, sowie Verbesserung der Programme und Qualität vom Sport in der nationalen Bevölkerung
- Eingliederung und Verbesserung der Sportvereine in die Entwicklung und Erfüllung von Sportprogrammen
- Festsetzung der Werte und Gewinne vom Sport in der Bevölkerung.
- Entwicklung und Verbesserung des Niveaus und der Position vom nationalen Leistungssport in internationalen Wettkämpfen

Jedes einzelne dieser Ziele hat mehrere besondere Ziele, die in Beziehung mit den Modalitäten im Sportgesetz genannt werden.

## Mittel zur Förderung des Sports
Das Nationale Sportinstitut (IND) besitzt 4 Arten von Förderungen zur Weiterentwicklung des Sportes:
- Nationale Geldmittel zur Förderung des Sports (FONDEPORTE)
- Spenden für den Sport
- Zuschüsse für den Sport
- Konzession von Sportgeländen

### FONDEPORTE
Die “Nationalen Geldmittel zur Unterstützung des Sports”, FONDEPORTE (Fondo Nacional para el Fomento del Deporte), sind die wichtigste Grundlage, die der IND für die Weiterentwicklung und Förderung des Sportwesens hat. Die Zuweisung der Geldmittel vom FONDEPORTE erfolgt auf Anfrage oder auch durch Direktbezüge.
Die Zielsetzung vom FONDEPORTE ist die Projektfinanzierung, um den Sport weiterzuentwickeln in seinen verschiedenen „Modalitäten“ (Sportprojekte): Bildungssport, Breitensport, Wettkampfsports, Vereinsentwicklung und Sportwissenschaft. Leistungssport finanziert sich durch Direktbezüge und durch „ADO Plan“
Der FONDEPORTE vergibt einen Anteil auf nationaler und dreizehn auf regionaler Ebene (National-/Regionalquote). Die Nationalquote wird von der nationalen Leitung verwaltet. Dieser finanziert Sportprojekte von nationalem Charakter. Die Regionalquote wird von der regionalen Leitungen verwaltet, und ihr Ziel ist es, Sportprojekte für die Entwicklung in der jeweiligen Region zu finanzieren.
Die Auswahl von den Sportprojekten, die mit FONDEPORTE finanziert werden, wird jedes Jahr neu erarbeitet. Der IND veröffentlicht die Ausschreibungen landesweit. Für diese Ausschreibungen können sich insbesondere die Sportvereine bewerben. Die Universitäten und Gemeindeverwaltungen können sich auch bewerben. Diese Bewerbung dauert 60 Tage, und der Auswertungsprozess 30 Tage. Erst dann wird das Ergebnis verkündet und die ausgewählten Projekte formalisiert.
Um die ausgewählten Projekte zu formalisieren, müssen der IND und die Vereine einen Vertrag unterschreiben. Dann vergibt der IND die Geldmittel (ganz oder in Raten), und die Sportprojekte können beginnen. Die in die Sportprojekte investierten Geldmittel, die der jeweilige Verein angegeben hat, müssen von der IND mit den Rechnungen und Bezugsschein belegt werden. Wenn der Verein die Ausgaben nicht dokumentarisch belegen kann, oder es fehlerhaft nachweist, kann er vom IND keine Geldmittel mehr bekommen, bis eine korrekte Dokumentierung erfolgt.

### Spenden für den Sport
Die Spenden sind Geldmittel, die von privaten Geschäften stammen, für die Finanzierung von Sportprojekten, die der IND angenommen hat. Die Privatleute, die diese Spenden gemacht haben, können eine Steuerminderung bis zu 58 % vom Spendenbeitrag bekommen.

### Zuschüsse für den Sport
Der Zuschuss für den Sport ist ein Geldmittel, das der IND den Sportvereinen gibt, um Sportgelände zu kaufen oder zu bauen. Wenn ein Sportverein diesen Zuschuss bekommen möchte, muss er ein Bankkonto haben, wo das Geld für den Kauf oder Bau des Sportgeländes gesammelt wird.

### Konzession von Sportgeländen
Die Vereine können auch die Sportgelände des IND nutzen. Dafür erteilt der IND-Verordnungen (für die Verwaltung sowie technische), um die genauen Konditionen der Nutzung festzulegen.

## Probleme und Kritik an der IND
Seit seiner Entstehung wurde der IND viel kritisiert, besonders wegen der Art, wie die Geldmittel verwaltet werden und für den politischen Charakter, den diese Behörde hatte. Im Oktober 2006 haben sich viele Regelwidrigkeiten in den Sportprojekten, die vom IND finanziert wurden, aufgetan. Dies war ein Skandal für die Regierung und erregte Aufruhr in der Öffentlichkeit. Allerdings hat diese Situation auch neue Möglichkeiten für einen Wechsel in der Sportverwaltung produziert. Diese Regelwidrigkeiten waren:
- Viele Projekte, die Geldmittel vom IND bekommen haben, wurden nie realisiert. Die Vereine haben ihre Ausgaben durch Rechnungen begründet, aber diese Rechnungen waren unecht.
- Andere Projekte haben andere Aktivitäten, als geplant durchgeführt.
- Viele Projekte wurden aus politischen Gründen für direkte Bezüge vorgeschlagen.
- Für die Durchführung von Sportprogrammen von internationalem Charakter, wie die „Juegos del Bicentenario“ (Spiele zur Zweihundertjahrfeier) oder „Juegos Binacionales“ (Spiele zweier Nationen), musste der IND andere Organisationen um ihre Bewerbung für die Durchführung der Projekte bitten, da der IND nicht befugt war, seine eigenen Gelder vom FONDEPORTE zu benutzen. Aus diesem Grunde mussten sie eine Triangulation mit den Geldern machen.

Dieser Skandal deckte andere Probleme auf, die seit langer Zeit bestanden, wie zum Beispiel:
- Die hohen Stellungen (und hohen Gehälter) lagen hauptsächlich in der nationalen Leitung vor, wo viele von den Leitenden Personen aus den führenden politischen Parteien stammten und keine Kenntnisse im Sport hatten.
- Alle regionalen Leiter wurden von den politischen Parteien bestimmt, so dass diese Leiter oft keine Ahnung vom Sport hatten.
- Die damalige Staatssekretärin (nationale Leiterin) hat in ihrem Lebenslauf falsche Angaben gemacht. Sie sagte, dass sie ihr Diplom in Philosophie hätte, aber sie hatte nur ein Semester an der Universität studiert.
- Seit Oktober 2006 hatte der IND 6 Staatssekretäre (nationale Leiter).
- Ende August waren die Mitarbeiter im Streik, weil sie eine Lösung für all diese Probleme finden wollten.

Aufgrund dieser Probleme, hat die Regierung folgende Maßnahmen ergriffen, um die Situation zu ändern:
- Jeder Leiter muss ein Bewerbungsverfahren durchlaufen, bei dem anhand der Erfahrung und dem Lebenslauf ausgewählt wird.
- Es gibt keine Direktbezüge mehr.
- Die Ausleseprozesse wurden an eine private, unabhängige Firma übergeben.
- Es wurden Personen verpflichtet, um die Ausgaben für die Sportprojekte zu überwachen.
- Das Sportgesetz wurde geändert.

Allerdings bleiben immer noch einige Kritikpunkte offen, weil einige dieser Maßnahmen nicht als effektiv angesehen werden (z. B. dass ein privates Unternehmen die Ausleseprozesse macht und der Wegfall der Direktbezüge). Außerdem wurden wichtige Themen, wie z. B. die Überwachung der Aktivitäten noch nicht angesprochen.